# Sjamsji-adad I
Šamši-Adad I (Engelse transcriptie: Shamshi-adad I; Nederlandse transcriptie Sjamsji-Adad I) was koning van Assyrië van 1808 tot 1776 v.Chr. Volgens de eponiemenlijsten van Kanesh werd hij 67 jaar oud.
Shamshi-adad I was een Amoriet die de troon veroverde. Amorieten spraken een West-Semitische taal, het Amoritisch, en zijn eigenlijke naam is dan ook Samsi Addu. Šamši-Adad is de Akkadische (Oost-Semitische) vorm van zijn naam. De titel koning van Assyrië is ook wat oneigenlijk. Koning van Opper-Mesopotamië is waarschijnlijk toepaslijker.

## Veroveringen
Over de vroege periode van Shamshi-adad is weinig bekend. Waarschijnlijk nam hij rond 1830 v.Chr. de troon over van zijn vader Ila-Kabkabu in Ekallatum. Deze stad lag waarschijnlijk niet ver van Assoer. Na zo'n tien jaar veroverde Naram-Sin van Eshnunna echter de stad en vluchtte Shamshi-adad naar Babylon. Toen Naram-Sin zeven jaar later overleed, keerde Shamshi-adad terug. Drie jaar later wist hij Assur te veroveren. Uiteindelijk kreeg hij rond 1807 v.Chr. deze rijke stad, die een uitgebreid netwerk van handelskoloniën bezat, in handen. Hij verdreef Erishum II en werd er koning. Hij zette zijn zoon Ishme-Dagan I op de troon van Ekallatum en vervolgde zijn veroveringstocht. Hij kwam daarna al snel in conflict met Yahdun-Lim van Mari en veroverde het noordelijke deel van de vallei van de Khabur-rivier, waarbij hij de hoofdstad van Apum, Shekhna veroverde en hernoemde het tot Shubat-Enlil, het huidige Tell Leilan. Deze stad zou zijn hoofdstad blijven.
Het volgende doelwit was Mari dat de karavaanroute van Mesopotamië naar Anatolië beheerste. De koning van Mari, Yahdun-Lim, versloeg hem eerst bij Tell Brak, maar hij werd door zijn zoon Sumu-Epuh vermoord, en deze op zijn beurt door zijn eigen dienaren, vermoedelijk op aanstichten van Shamshi-adad. Deze bezette vervolgens de stad. De wettige troonopvolger Zimri-Lim zag zich gedwongen naar Aleppo te vluchten, destijds  Yamkhad. In Mari zette Shamshi-adad zijn tweede zoon op de troon Yasmah-Adad. Zelf ging hij terug naar Shubat-Enlil.

## Regering
Na de annexatie van Mari heerste Shamshi-adad over een flink rijk dat geheel Opper-Mesopotamië besloeg. Ook in Anatolië was zijn invloed te merken. Er was daar een netwerk van karums, handelsnederzettingen, zoals in Kültepe (Kaniš) en Acemhöyük (mogelijk Parušhanda). Zijn rolzegels worden daar gevonden. Op zijn inscripties pocht Shamshi-adad zelfs dat hij steles oprichtte aan de kust van de Middellandse Zee, maar dit betreft wel eerder expedities van korte duur dan een permanente verovering. Dat weerhield hem er niet van zich "koning van allen" te verklaren, een titel die ook Sargon van Akkad gedragen had. Uiteraard wekte dit de wrevel en afgunst van naburige koningen op en gedurende zijn gehele regering werd de veroveraar geconfronteerd met bedreigingen van zijn macht. Hij kreeg daarbij zeker steun van zijn ene zoon Ishme-Dagan, die zelf een sterke man bleek, maar zijn andere zoon Yasmah-Adad hield meer van wijn en de genoegens des levens. Dit blijkt uit minder flatteuze brieven van zijn vader: Ben je een kind, en geen man? Heb je geen baard op je kin? schrijft hij in een brief en in een andere: Terwijl je broer overwinningen behaalt lig jij met de vrouwen in bed.
Shamshi-adad was een goed organisator. Hij hield alle staatszaken nauwlettend in de gaten, vanaf de grote politiek en het aanstellen van ambtenaren tot bevoorrading. Zij veldtochten waren tot in de puntjes gepland en zijn leger kende alle methoden van belegeringwerk. Spionnen en propaganda werden benut om rivaliserende steden onder bedwang te houden. Zij rijk werd alleen maar sterker onder zijn bewind, maar na zijn dood zou het snel bergafwaarts gaan. Het rijk was niet echt een eenheid en alle oude rivalen zagen kans om zich te wreken. Yasmah-Adad werd al snel verdreven uit Mari door Zimri-Lim, en de rest van het rijk viel al snel ten prooi aan een andere veroveraar, Hammurabi van Babylon.